# Recilia variegata
Recilia variegata là loài côn trùng thuộc họ Cicadellidae, bộ Cánh nửa. Loài này được Anufriev miên tả năm 1970.